# Plagiomima auriceps
Plagiomima auriceps är en tvåvingeart som beskrevs av Aldrich 1926. Plagiomima auriceps ingår i släktet Plagiomima och familjen parasitflugor. Inga underarter finns listade i Catalogue of Life.